# Eusebio de Almeida
Eusebio Hermenio Correia de Almeida známý jako Ebi (* 9. června 1985, Dili, Východní Timor) je východotimorský fotbalový záložník a reprezentant, hráč východotimorského klubu FC Porto Taibesi.

## Klubová kariéra
- FC Porto Taibesi 2005–

## Reprezentační kariéra
V A-mužstvu Východního Timoru debutoval v roce 2007.